# Cooperació Sud-Sud
"Cooperació Sud-Sud" és un terme emprat per polítics i acadèmics per descriure l'intercanvi de recursos, tecnologia i coneixement entre països en vies de desenvolupament, també coneguts com a països del Sud global.

## Història
L'any 1978 les Nacions Unides van crear la Unitat de Cooperació Sud-Sud per promoure el comerç Sud-Sud i la col·laboració entre les seves agències. Tanmateix, la idea de la cooperació Sud-Sud no va començar a influir en el desenvolupament fins a la fi dels anys 1990.
A causa de l'àmbit geogràfic al qual fa referència, actualment la cooperació Sud-Sud també es coneix com a cooperació Amèrica del Sud-Àfrica (ASA).
S'han celebrat dues conferències de cooperació ASA. La primera es va celebrar l'any 2006 a Abuja, Nigèria, amb la participació de 53 delegats d'Àfrica i 12 d'Amèrica del Sud. La segona reunió va tenir lloc el setembre de 2009 a l'Illa Margarita, Veneçuela. Hi van anar 49 caps d'estat africans i 12 caps d'estat sud-americans.
La cooperació Sud-Sud ha tingut cert èxit a l'hora de disminuir la dependència dels programes d'ajuda dels països desenvolupats i en generar un canvi en el repartiment internacional del poder.

## Aliança econòmica
Un dels objectius principals de la cooperació és reforçar i millorar les relacions econòmiques. Entre les accions que volen fer aquestes nacions hi ha la creació d'un banc comú i invertir conjuntament en energia petroli. Alguns dels acords de comerç regionals als quals es va arribar durant la cimera de 2009 hi ha un acord entre Veneçuela i Sud-àfrica, i un memoràndum d'entesa amb Sierra Leone per crear una companyia minera conjuntament. El Brasil ha desenvolupat un reeixit model de provisió d'ajuda exterior de més de 1000 milions de dòlars anuals, que es concentra en la capacitat tècnica i la transferència de coneixement i habilitats. La major part de l'ajuda brasilera es destina a l'Àfrica, especialment als països africans de llengua portuguesa, i a l'Amèrica Llatina. Aquest model d'ajuda s'ha denominat "l'embrió d'un model global."
Entre els dos continents sumen un quart de les reserves energètiques mundials. Això inclou reserves de petroli i gas a Bolívia, Brasil, l'Equador, Veneçuela, Algèria, Angola, Líbia, Nigèria, el Txad, Gabon i Guinea Equatorial.